# InFamous (videojoc)
InFamous és un videojoc d'acció en tercera persona desenvolupat per Sucker Punch. El videojoc no compta amb mode online, és a dir, no es pot jugar amb altres persones, però conté una interessant narració de novel·la gràfica que ens acompanyarà en tot moment. InFamous està disponible exclusivament per a Play Station 3 i el seu primer llançament es va produir el passat mes de maig de 2009 als Estats Units. És apta a partir dels 16 anys.

## Història
La història comença amb una explosió nuclear immensa al centre d'Empire City, ocasionada per un paquet que es detona en mans del protagonista, Cole. Immediatament se'l relaciona amb la bomba i és perseguit per les autoritats. Empire City queda sense policia, sense lleis i sense ordre. El govern en assabentar-se de la tràgica notícia, decideix posar a Empire City en quarantena, de manera que no es pot ni entrar ni sortir de la ciutat. En l'explosió només aconsegueix sobreviure-hi Cole. Aquest no només assoleix salvar la seva vida sinó que a més obté uns poders que amb el pas del temps aconseguirà dominar i fins i tot n'obtindrà de nous. Sucker Punch ens dona l'oportunitat de ser un autèntic heroi per a Empire City o bé ser el seu pitjor malson, això variarà en funció de les accions que duguem a terme.

## Personatges

### Principals
Cole McGrathÉs un repartidor de correus que un dia sense adonar-se'n transporta un explosiu que farà destruir quasi tota la ciutat d'Empire City. A causa de l'explosió, Cole aconsegueix increïbles poders que amb el pas del temps aconseguirà dominar.
Zeke DunbarÉs el millor amic de Cole. A en Zeke li apassionen les històries de por i les teories conspiratives.
Trish DaileyTrish és la dona d'en Cole. La germana de la Trish mor a causa de l'explosió que causa el paquet que el seu nuvi transporta i aquesta culpa a Cole de la mort de la seva familiar.

### Secundaris
Moya JonesMoya és una agent de l'FBI que li proporciona a en Cole tota la informació que aquest necessita per a poder restaurar l'ordre civil a Empire City.
JohnÉs el marit de Moya Jones. S'infiltra a Los Primeros Hijos per l'FBI. Poc després de l'explosió en John desapareix i cap a la meitat del joc ens el tornem a trobar. Al final de la historia, siguis bo o dolent, en John mor.
DallasDallas ofereix imatges televisives pirates sobre la situació d'Empire City. També mor cap al final del joc, en mans de Kessler.

### Enemics
KesslerÉs el cap de Los Primeros Hijos, un grup malvat que pretén dominar el món. Kessler compta amb aliats dins i fora del govern.
SashaSasha és la líder de Los Segadores.
AldenAlden és el fill de Kessler. Aconsegueix el poder de Los Hombres de Polvo després de ser abandonat pel seu pare, que mor.
Los SegadoresSón extremadament perillosos, ja que compten amb armes i alguns fins i tot amb poders. Tiren uns vòmits negres. Es dediquen a matar persones.
Los Hombres de Polvo: Són persones sense sostre que posseeixen un arsenal d'armes pesants i unes aranyes de ferro anomenades Crackers.
Los Primeros HijosAquest malvat grup vesteix amb mascares antigàs i posseeix tecnologia punta i un important equip d'assalt professional.

## Crítica
La gran majoria de crítiques d'InFamous són molt favorables, tant per a la gran diversitat de poders que Sucker Punch ofereix com per a la trama original que el videojoc conté. En canvi, pel que fa a la diversitat d'enemics, molts jugadors opinen que és massa limitada. També desagrada l'ambient, que durant tota la història és exactament el mateix.

## Saga
Sucker Punch ja ha enunciat que hi haurà una continuació d'aquest videojoc, que està previst que surti cap al mes de maig de 2012.